# جمعية الشيخ نوح للرفادة
جمعية الشيخ نوح للرفادة، وهي مؤسسة خيرية أردنية أسست في عام 2011م بعد وفاة الشيخ نوح القضاة مفتي الأردن السابق، وسُميت على اسمه، وهي مؤسسة تعنى بالغذاء والدواء وشؤون المرأة والطفل. منطقة عمل الجمعية هي المملكة الأردنية الهاشمية بكافة مناطقها وبيئاتها، ويرأس مجلس الإدارة حاليًأ الدكتور محمد نوح القضاة. الحساب البنكي
13000/ البنك الإسلامي - فرع عبد الله غوشة. رقم الهاتف: 0096265563713